# Quốc Hưng
Đỗ Quốc Hưng, thường được biết đến với nghệ danh Quốc Hưng (sinh ngày 14 tháng 12 năm 1970 tại Hà Nội) là ca sĩ opera giọng bass người Việt Nam. Ông hiện là Tiến sĩ – Giám đốc Học viện âm nhạc quốc gia Việt Nam. Quốc Hưng được nhà nước Việt Nam phong tặng danh hiệu Nghệ sĩ nhân dân năm 2019.

## Sự nghiệp
Quốc Hưng từng theo học chèo trong 3 năm rồi tham gia công tác tại Đoàn chèo Hà Nội trước khi tham gia học opera tại Nhạc viện Hà Nội dưới sự khuyến khích của nghệ sĩ nhân dân Quý Dương. Vào thời điểm đó, Quốc Hưng sở hữu thân hình được cho là "gầy gò, mảnh mai", thường được đạo diễn cho đóng cặp vai hoàng tử với nghệ sĩ Quốc Chiêm. Ông luôn được giao vai "kép" chính. Tuy vậy Nhà hát Chèo Hà Nội luôn vắng khách khiến Quốc Hưng phải sớm từ bỏ. Thời điểm hát chèo, giọng ông từ cữ giọng nam cao sau khi học bốn năm tại nhạc viện đã thành nam trầm đại. Tại Nhạc viện, ông được đào tạo dưới sự dẫn dắt của nghệ sĩ nhân dân Trần Hiếu, tuy vậy Quốc Hưng từng bỏ học vì không đủ tiền đóng học, khiến Trần Hiếu từng đi nhiều nơi để tìm kiếm học trò. Khi còn là sinh viên trường Nhạc, Quốc Hưng từng có thời gian dài dài đi hát tại những tụ điểm, phòng trà, quán cà phê âm nhạc ở Hà Nội và hát những ca khúc nhạc tình lãng mạn, khiến cho ông bị nhắc nhở bởi các giáo viên.
Năm 2000, ông đoạt giải Nhất cuộc thi Hát thính phòng Nhạc kịch toàn quốc lần II, năm 2004 ông được cúp Vàng Liên hoan Âm nhạc Quốc tế Mùa Xuân Bình Nhưỡng (Triều Tiên). Với chất giọng được cho là "đặc biệt", ông được nhà hát Opera Hanover mời ở lại làm nghệ sĩ. Ông tùy viên sứ quán Đức tại Việt Nam cùng vị nhạc trưởng người Đức mời cả Trần Hiếu đến để thuyết phục Hưng nhưng Quốc Hưng vẫn muốn ở lại Việt Nam.
Ở tuổi 40, Quốc Hưng ra đĩa đầu tay ở tuổi 40 với chủ đề Hà Nội mang tên Hà Nội ơi! Thầm hát... Năm 2013, Quốc Hưng làm album tưởng nhớ cha  mình mang tên Những bản tình ca đỏ gồm 10 ca khúc nhạc đỏ. Trong album này, ông chú trọng thể hiện bằng chiều sâu âm nhạc chứ không phải bằng kỹ thuật opera. Đây được xem là bước chuyển biến trong âm nhạc của ông khi Quốc Hưng vốn gắn bó với thể loại opera, và trong album này những ca khúc nhạc đỏ đã có sự phối khí theo hướng trữ tình nhạc nhẹ.
Năm 2017, Quốc Hưng làm tiến sĩ và là trưởng khoa thanh nhạc của Học viện Âm nhạc Quốc gia Việt Nam. Năm 2018, sau một thời gian vắng bóng trong các sản phẩm âm nhạc, album Biển tình là sản phẩm âm nhạc ghi dấu ấn sự xuất hiện trở lại của Quốc Hưng trong việc biểu diễn các bản tình ca. Ông tiết lộ sản phẩm âm nhạc lần này được đầu tư kỹ lưỡng về mặt âm nhạc từ khâu phối khí đến dàn dựng với sự tham gia của các nghệ sĩ Hà Nội và Thành phố Hồ Chí Minh. Năm 2019, ông được Nhà nước Việt Nam phong tặng danh hiệu Nghệ sĩ nhân dân.
Năm 2021, Quốc Hưng ra mắt cuốn sách "Đào tạo ca sĩ opera tại Việt Nam", dày 200 trang và nhận được một số đánh giá tích cực của đồng nghiệp, giới chuyên môn. Cuốn sách này được phát triển trên cơ sở luận án Tiến sĩ đã được ông bảo vệ thành công năm 2018 tại Học viện Âm nhạc Quốc gia Việt Nam dưới sự hướng dẫn của nghệ sĩ nhân dân Nguyễn Trung Kiên. Đây là công trình ông đã nghiên cứu suốt 10 năm để góp thêm nền tảng lý luận cho việc đào tạo ca sĩ opera tại Việt Nam. Cuối năm 2022, Quốc Hưng cho ra mắt album Gửi dĩ vãng, gây ra ngạc nhiên, tò mò cho báo giới và công chúng yêu nhạc khi họ cho rằng giọng ca opera này đã chuyển sang hát nhạc vàng, trong đó gồm nhiều bài hát mà ngày xưa ông bị cấm không được hát khi học trong Nhạc viện. Thậm chí ông cũng bị vợ nghi ngờ khi chuyển sang hát nhạc vàng ở tuổi ngoài 50. Dù vậy, nam ca sĩ tiết lộ bìa đĩa do con gái ông học ở Hàn Quốc thiết kế, và cái tên album cũng do chính vợ và con gái ông đặt. Trong album này, Quốc Hưng chọn thể hiện 3 tác phẩm của nhạc sĩ Ngô Thụy Miên, 3 tác phẩm của nhạc sĩ Vũ Thành An và một số nhạc sĩ khác.
Ngày 23 tháng 5 năm 2023, khi đang làm Trưởng khoa Thanh nhạc, ông được bổ nhiệm làm Phó Giám đốc Học viện Âm nhạc Quốc gia Việt Nam. Đến ngày 01 tháng 5 năm 2024, ông được giao phụ trách Học viện.

## Nhận định
Quốc Hưng sở hữu giọng hát được xếp vào loại nam trầm đại (basso profondo), loại giọng được xem là trầm nhất trong các giọng nam trầm. Ông được nghệ sĩ nhân dân Trần Hiếu và giới chuyên môn đánh giá là "nghệ sĩ cổ điển giọng bass hàng đầu Việt Nam". Nhận xét về các sản phẩm âm nhạc, báo điện tử Đài tiếng nói Việt Nam nhận xét mỗi album của ông đều được "đầu tư kỹ lưỡng, nhưng không phô bày, trưng trổ kỹ thuật mà luôn đề cao cảm xúc chân thành của trái tim."
Không chỉ nghiên cứu nghệ thuật opera, ông cũng là một nghệ sĩ hát opera đáng chú ý trong nhiều vở nhạc kịch thuộc diện đình đám của opera tại Việt Nam. Ông được đánh giá là một trong những người gìn giữ tính chất nghệ thuật hát opera và phát triển nó tại Việt Nam.

## Đời tư
Quốc Hưng kết hôn nghệ sĩ đàn tỳ bà Thu Quyên năm ông 33 tuổi và có hai cô con gái tên Bảo Trâm và Bảo Anh. Trong một bài báo năm 2018, Quốc Hưng tiết lộ vợ ông kém bản thân 5 tuổi và hai người con gái đang học lớp 10 và lớp 8. Quốc Hưng còn có một người em trai tên Đỗ Hiền (Đỗ Văn Hiền) là một biên đạo múa.

## Album đã ra mắt
- Hà Nội ơi! Thầm hát...
- Những bản tình ca đỏ
- Biển tình
- Gửi dĩ vãng